# Willie Davenport
William „Willie“ D. Davenport (8. června 1943 Troy, Alabama – 17. června 2002 Chicago, Illinois) byl americký atlet, olympijský vítěz v běhu na 110 metrů překážek z roku 1968.

## Sportovní kariéra
V roce 1964 zvítězil v předolympijské kvalifikaci USA v běhu na 110 metrů překážek, na olympiádě samotné skončil v semifinále. O čtyři roky později v Mexiku zvítězil v olympijském finále v této disciplíně a časem 13,3 vyrovnal olympijský rekord. Na olympiádě v roce 1972 v Mnichově se ve finále běhu na 110 metrů překážek umístil čtvrtý. Při svém čtvrtém olympijském startu v této disciplíně v Montrealu v roce 1976 vybojoval bronzovou medaili.
Startoval rovněž na zimní olympiádě v Lake Placid v roce 1980 jako člen amerického čtyřbobu, který skončil dvanáctý. Stal se tak čtvrtým Američanem, který startoval na zimní i letní olympiádě.